# Rue Jean-Baptiste-Lamarck (Toulouse)
Pour l’article homonyme, voir Rue Lamarck.
La rue Jean-Baptiste-Lamarck (en occitan : carrièra Jean-Baptiste Lamarck) est une voie de Toulouse, chef-lieu de la région Occitanie, dans le Midi de la France.

## Situation et accès

### Description
La rue Jean-Baptiste-Lamarck est une voie publique. Elle se trouve dans le quartier du Busca.
La chaussée compte une seule voie de circulation en sens unique. Elle appartient à une zone 30 et la vitesse y est limitée à 30 km/h. Il n'existe ni bande, ni piste cyclable, quoiqu'elle soit à double-sens cyclable.

### Voies rencontrées
La rue Jean-Baptiste-Lamarck rencontre les voies suivantes, dans l'ordre des numéros croissants :
1. Rue Alfred-Duméril
2. Allées Jules-Guesde

## Odonymie
Cette voie ancienne permettait de rejoindre le chemin de Montaudran au sortir de la porte Montgaillard. Elle s'appelait, depuis la fin du XVIe siècle au moins, rue du Coq. Comme elle longeait le couvent des Carmes Déchaussés, elle en prit le nom à partir du XVIIIe siècle. En 1794, pendant la Révolution française, on lui attribua le nouveau nom de rue Clarté, qu'elle ne conserva pas et elle devint, en 1806, la rue du Jardin-des-Plantes... appellation qui resta en concurrence avec celle, plus ancienne, du Coq. 
Finalement, le 12 mai 1886, le conseil municipal lui attribua le nom de Lamarck, en l'honneur de Jean-Baptiste de Monet, chevalier de Lamarck (1744-1829). Après une carrière militaire, pendant la guerre de Sept Ans, il s'intéressa à la botanique et publia en 1778 une importante Flore française. En 1793, il devint professeur de zoologie des insectes et des vers au Jardin du Roi, devenu le Muséum d'histoire naturelle. Il réalisa la première classification des invertébrés et devint célèbre pour sa théorie naturaliste de l'origine des êtres vivants, de type transformiste, à l'origine de la théorie de l'évolution.
Le choix de ce nom peut s'expliquer par la proximité du muséum d'histoire naturelle de Toulouse. D'ailleurs, la rue Joly, tout proche, rend également hommage à un autre naturaliste, Nicolas Joly (1812-1885).

## Patrimoine et lieux d'intérêt

### Chambre régionale des comptes
Le bâtiment est construit au début du XXe siècle par l'architecte Joseph Thillet afin d'abriter la faculté de pharmacie de l'université de Toulouse.

### Maisons
- no  3 : maison (deuxième quart du XXe siècle)[8].
- no  5 : maison (1899)[9].